# Pringlebaai
Pringlebaai è una località costiera sudafricana situata nella municipalità distrettuale di Overberg nella provincia del Capo Occidentale.

## Geografia fisica

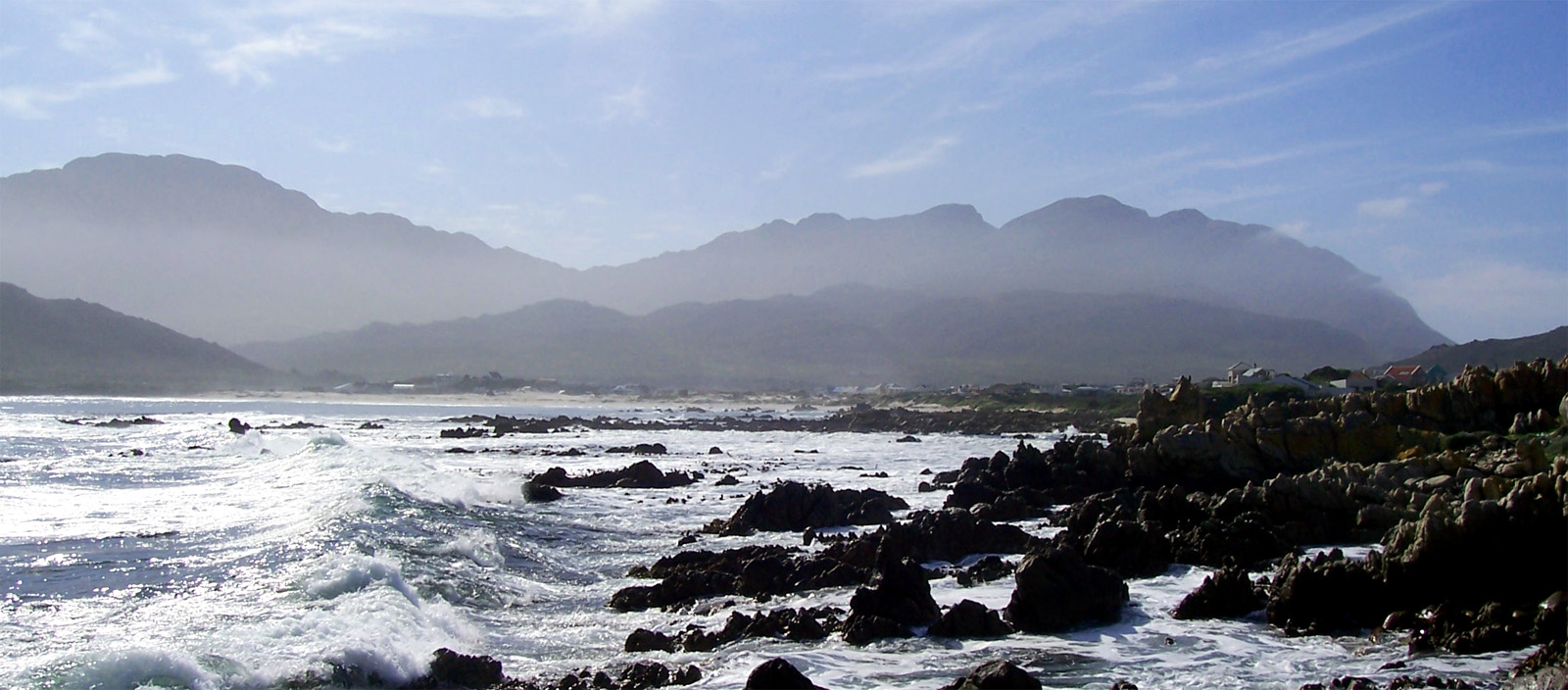
La costa presso Pringlebaai

Il piccolo centro abitato, a carattere prevalentemente residenziale e vacanziero, è affaciato sull'oceano Indiano nei pressi del Capo Hangklip, dal lato opposto della Falsa Baia rispetto al Capo di Buona Speranza.